# Мала села (Чрномељ)
Мала села (словен. Mala sela) је насељено место у општини Чрномељ, регија Југоисточна Словенија, Словенија.

## Историја
До територијалне реорганизације у Словенији била су у саставу старе општине Чрномељ.

## Становништво
У попису становништва из 2011. године, Мала села су имала 14 становника.
| Број становника према пописима | Број становника према пописима | Број становника према пописима |
| ------------------------------ | ------------------------------ | ------------------------------ |
| 1991                           | 2002                           | 2011                           |
| 19                             | 16                             | 14                             |

Напомена: Године 1955. настала поделом некадашњег села Села на насеља Мала села и Велика села.